# Maciej Abramowicz (ratownik)
Maciej Abramowicz (zm. 16 czerwca 2018) – starszy instruktor ratownictwa górskiego, naczelnik Grupy Karkonoskiej GOPR.
Związany od 1975 z pogotowiem górskim, kiedy to rozpoczął służbę ratownika w Grupie Karkonoskiej GOPR; w 1983 został ratownikiem zawodowym, a w 1984 otrzymał stopień instruktora ratownictwa górskiego; w latach 1986–1984 był szefem szkolenia grupy, potem jej naczelnikiem, a w latach1998 – 2010 pełnił funkcję naczelnika Grupy Karkonoskiej GOPR. Później nadal był ratownikiem grupy. Wielokrotnie odznaczany i wyróżniany za działalność ratowniczą. Otrzymał najwyższe odznaczenie GOPR „Za Zasługi dla Ratownictwa Górskiego” oraz Złoty Krzyż Zasługi. Był współtwórcą stowarzyszenia Szklarska Poręba na Dwóch Kółkach, radnym kilku kadencji w Szklarskiej Porębie, w 2017 otrzymał tytuł „Zasłużonego dla Szklarskiej Poręby”. Zmarł po kilku latach walki z chorobą nowotworową.